# Jean Cras
Jean Émile Paul Cras (Brest, 22 de maig de 1879 - Brest, 14 de setembre de 1932) fou un compositor i oficial de la marina francès. Les seves composicions musicals es van inspirar en la seva natal Bretanya, els seus viatges a l'Àfrica, i sobretot, en els seus viatges per mar. Com a comandant naval va servir amb distinció en la campanya de l'Adriàtica durant la Primera Guerra Mundial.
Cras va conèixer a Henri Duparc, el famós compositor francès, al principi de la seva carrera, i els dos es van fer amics per tota la vida. Duparc deia que Cras era "fill de la meva ànima". Tot i que les funcions de Cras en la marina francesa li deixaven poc temps per dedicar al seu treball musical va anar component al llarg de la seva vida, sobretot escrivint música de cambra i cançons. Gran part de la seva obra més ambiciosa, com l'òpera Polyphème, va ser escrita i orquestrada durant la guerra, però, la majoria de les seves estrenes musicals foren després de la guerra. Avui en dia, els trios i quartets de corda són les seves obres més conegudes.